# En attendant les hommes
En attendant les hommes è un film documentario del 2007 diretto da Katy Lane Ndiaye.
Prodotto in Senegal, è stato presentato al  28º Festival di Cinema Africano di Verona.

## Trama
Oualata è la città rossa all'estremo est del deserto della Mauritania. In questo isolotto, effimero baluardo contro le sabbie, tre donne praticano la pittura tradizionale decorando i muri delle case. In una società dominata dalla tradizione, dalla religione e dagli uomini (spesso assenti), queste donne si esprimono con una sorprendente libertà a proposito della maniera di percepire la relazione fra uomini e donne.